# Shimon ben Gamliel I
Rabban Shimon ben Gamliel I (hébreu : רבן שמעון בן גמליאל הזקן Rabban Shimon ben Gamliel Hazaken « Notre maître Siméon fils de Gamaliel l'Ancien ») (circa 10 AEC  - 70 EC) était un Sage de l'ère des Tannaïm (docteurs de la Mishna) et dirigeant du peuple juif.
Il reprend la charge de Nassi (président) du Sanhédrin à la mort de son père, Rabban Gamliel l'Ancien, en 50 EC, vingt ans avant la destruction du Second Temple. Selon la Mishna peu avant le déclenchement de la Grande révolte contre Rome (66), il aurait « protesté contre le prix exorbitant des colombes vendues dans l'enceinte du Temple afin d'être sacrifiées. La colombe était alors le sacrifice du pauvre. En obtenant un changement dans les modalités du sacrifice des colombes, Shimon réussit à réduire leur demande et donc leur prix. »
En tant que leader modéré du parti pharisien et chef de la maison de Hillel, il rejoint les grands prêtres Josué ben Gamla et Hanan ben Hanan pour organiser la défense des Juifs face aux Romains pendant la Grande révolte juive. Ami de Jean de Gischala, l'ennemi juré de Flavius Josèphe, il se laisse convaincre que Josèphe n'est pas fiable et envoie donc quatre hauts personnages dont deux grand-prêtres de Jérusalem en Galilée pour le destituer. Flavius Josèphe sera toutefois prévenu par Jésus de Gamala et grâce à d'habiles manœuvres parviendra à garder son poste de gouverneur de Galilée. 

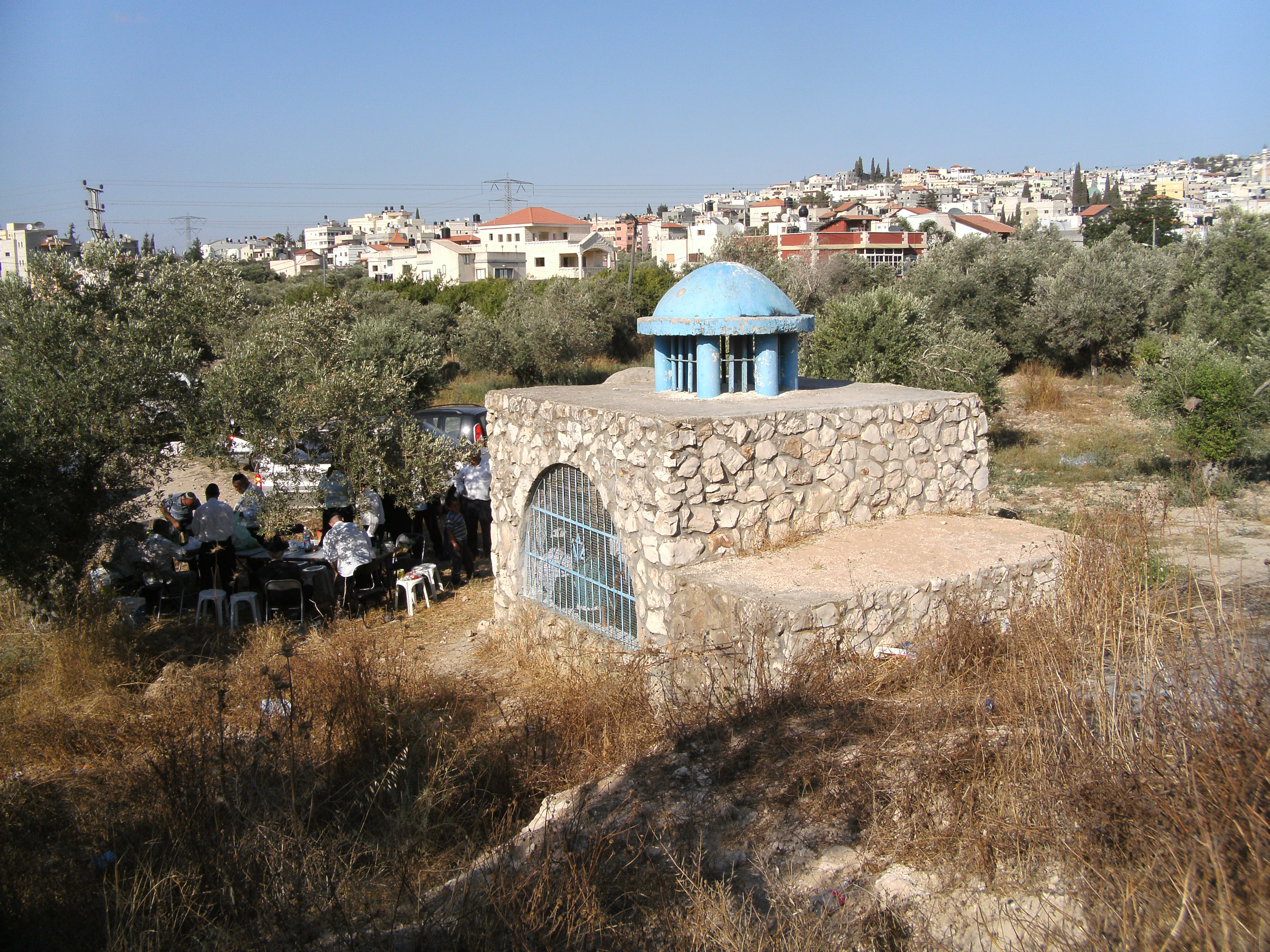
Tombeau de Shimon ben Gamliel à Cana

La tradition juive le classe parmi les Dix Martyrs exécutés par le pouvoir romain.
C'est un arrière petit-fils de Hillel l'ancien, réputé être un descendant du roi David. Il est le père de Gamaliel II qui deviendra nassi après la destruction du Temple de Jérusalem. Il est également le père d'une fille appelée Salomé qui épousera Eliezer ben Hyrcanos (Éléazar fils d'Hyrcan).
Sa tombe, située à Kafr Cana, près de Tzomet Golani, en Basse-Galilée, dans le nord d'Israël, demeure un important site de pèlerinage pour les Juifs jusqu'à nos jours mais elle est régulièrement profanée, vandalisée ou incendiée,.

Il est connu notamment pour sa phrase : 
« J'ai passé toute ma vie parmi les Sages, et j'ai trouvé que rien n'est plus profitable pour une personne que le silence ; ce n'est pas l'étude qui importe le plus mais la pratique ; et celui qui parle trop attire le péché » (Pirké Avot 1:17),.